# Isepeolus septemnotatus
Isepeolus septemnotatus är en biart som först beskrevs av Maximilian Spinola 1851.  Isepeolus septemnotatus ingår i släktet Isepeolus och familjen långtungebin. Inga underarter finns listade i Catalogue of Life.